# Lovebird
«Lovebird» — другий та фінальний сингл третього студійного альбому британської поп-співачки Леони Льюїс — «Glassheart». У європейських країнах пісня вийшла 16 листопада 2012 як цифровий сингл. Пісня написана Бонні МакКі, Джошуа Коулманом та Dr. Luke; спродюсована Джошем Абрахамсом, Ammo та Олігі.

## Музичне відео
Музичне відео зрежисоване Труді Беллінжер. Зйомки проходили у листопаді 2012. Прем'єра музичного відео відбулась 5 грудня 2012. Станом на липень 2018 музичне відео мало 4,3 мільйонів переглядів на відеохостингу YouTube.

## Список композицій
Цифрове завантаження
1. "Lovebird" – 3:30

Цифровий сингл
1. "Lovebird" – 3:30
2. "Lovebird" (музичне відео) – 3:29

## Чарти
| Чарт (2012)                                                   | Місце |
| ------------------------------------------------------------- | ----- |
| South Korea International Digital Singles (Gaon Music Chart)  | 20    |
| South Korea International Download Singles (Gaon Music Chart) | 22    |

## Історія релізів
| Країна          | Дата              | Формат               | Лейбл                  |
| --------------- | ----------------- | -------------------- | ---------------------- |
| Фінляндія       | 16 листопада 2012 | Цифрове завантаження | Sony Music             |
| Нідерланди      | 16 листопада 2012 | Цифрове завантаження | Sony Music             |
| Португалія      | 16 листопада 2012 | Цифрове завантаження | Sony Music             |
| Швейцарія       | 16 листопада 2012 | Цифрове завантаження | Sony Music             |
| Франція         | 19 листопада 2012 | Цифрове завантаження | Sony Music             |
| Італія          | 19 листопада 2012 | Цифрове завантаження | Sony Music             |
| Іспанія         | 19 листопада 2012 | Цифрове завантаження | Sony Music             |
| Велика Британія | 9 грудня 2012     | Impact day           | Syco Music, Sony Music |
| Німеччина       | 12 квітня 2013    | Цифрове завантаження | Sony Music             |